# 第39師団 (日本軍)
第39師団（だいさんじゅうきゅうしだん）は、大日本帝国陸軍の師団の一つ。

## 沿革
盧溝橋事件後華北から華中・華南へと戦線が拡大し日中戦争が泥沼化するなかで、占領地の警備や治安維持を目的として1939年（昭和14年）6月30日に新設された歩兵三個連隊編制師団の一つであり、同時に第38師団・第40師団・第41師団が新設された。また同年2月7日には第32師団・第33師団・第34師団・第35師団・第36師団・第37師団が新設された。
編成後、同年10月に華中に進駐、第11軍の指揮下に入り警備に当たる一方、ほかの治安師団と同様さまざまな治安作戦に参加した。
1940年（昭和15年）、宜昌作戦に参加し白河渡河戦闘で激戦を行った。同年11月には漢水作戦に参加した。1941年（昭和16年）2月には予南作戦に参加、西部大洪山掃討作戦、江北作戦、第二次長沙作戦などに参加した。その後、宜昌地区の警備に従事、現地で中国軍と対峙した。1944年（昭和19年）7月、第34軍に編入。
その後、1945年（昭和20年）3月に老河口作戦に参加した。この作戦で師団の上級部隊である第34軍の任務は、第12軍の河南方面作戦に策応するのだった。この作戦当時、湖北省一帯の日本軍占領地域の制空権は、連合国軍の手中に入っていた。師団主力は、3月21日に荊門を出発、独立歩兵第5・第11旅団と共に中国軍第5戦区の防衛地区を向けて北進を開始、桐木嶺、塩池廟一帯で中国軍第59軍の一部と交戦した。3月23日には自忠県を攻撃、同地を占領した。続いて3月26日、欧家廟、武家堰と八都河一帯で中国軍第59軍主力及び第69軍と激戦を行った。以後、師団主力は襄陽と樊城へ向け北進して、同地を占領した。
同年4月に連合軍が沖縄に上陸するなど戦局の変化により、上海地区防衛のため湖北省から上海方面に向け移動を開始した。しかし、同年5月30日に関東軍戦闘序列に編入され、満洲へ転進を開始した。この時捜索第39連隊が徒歩編制へ改編、解散され師団の一部兵力とともに現地に残留した。これら残留部隊は、第68師団の残留部隊とともに第132師団へ増強改編された。満洲に到着した師団主力は、7月30日付へ編成が発令された第30軍の戦闘序列に編入され、吉林省四平に駐屯した。以後、現地でソ連軍の侵攻に備えて防禦陣地の構築などの防衛体制の整備を行っていたが、ソ連軍と戦闘を交えることなく終戦を迎えた。

## 師団概要

### 歴代師団長
- 村上啓作 中将：1939年（昭和14年）10月2日 - 1941年9月1日[1]
- 澄田𧶛四郎 中将：1941年（昭和16年）9月3日 - 1944年11月22日[2]
- 佐々真之助 中将：1944年（昭和19年）11月22日 - 終戦[3]

### 参謀長
- 専田盛寿 騎兵大佐：1939年（昭和14年）10月2日 - 1940年10月5日[4]
- 平瀬亨彦 中佐：1940年（昭和15年）10月5日[5] - 1941年7月11日
- 山崎正男 大佐：1941年（昭和16年）7月11日 - 1942年12月1日[6]
- 浅海喜久雄 大佐：1942年（昭和17年）12月1日 - 1944年5月16日[7]
- 佐治直影 大佐：1944年（昭和19年）5月16日 - 1944年7月27日戦死[8]
- 草野二郎 中佐：1944年（昭和19年）7月29日[9] - 1945年5月5日
- 三品隆以 中佐：1945年（昭和20年）5月5日 - 終戦[10]

### 最終所属部隊
- 歩兵第231連隊（広島）：福永勇吉大佐
- 歩兵第232連隊（浜田）：山田正吉大佐
- 歩兵第233連隊（山口）：富永一大佐
- 野砲兵第39連隊：佐野芳蔵大佐
- 工兵第39連隊：今井洸中佐
- 輜重兵第39連隊：山田曻三大佐
- 第39師団通信隊：大橋庸太郎大尉
- 第39師団兵器勤務隊：瀧沢勇雄少佐
- 第39師団野戦病院：城島実軍医少佐
- 第39師団病馬廠：井上繁義獣医大尉